# Knut Brydolf
Knut Sigfrid Brydolf, född 2 juni 1867 i Hemse församling, Gotlands län, död 12 februari 1944 i Husby-Rekarne församling i Södermanlands län, var en svensk fotograf. Han var son till Gustaf Sigfrid Brydolf och far till Ebba (gift med Axel Sasse), Ernst och Arne Brydolf.

## Biografi
Knut Brydolf kom till Kumla 1897 och många av hans tidigare fotografiska uppdrag var vid regementet i Sannahed, för att senare öppna den första fotoateljén i Kumla. I Kumlas kommunarkiv finns bevarade en mindre samling glasplåtar från Knut Brydolfs verksamhet uteslutande ateljéfotografier. 
Redan 1905 lämnar han Kumla och startar ateljé i Eskilstuna, där han övertog Axel Westers ateljé i "F O Nilssons hus" vid Kungsgatan 13–Careliigatan 8. På glasplåt efter glasplåt förevigade han under de följande trettio åren brudpar, barn och familjer. I ateljén togs också porträttbilder och gruppfoton, allt noga registrerat i sittningsböcker uppställda efter kundens namn. Verksamheten i ateljén fortsatte till år 1933. Knut Brydolf är begravd på Klosterkyrkogården i Eskilstuna.

## Fotograf
I Eskilstuna stadsmuseums arkiv och hos Arkiv Sörmland finns arkiven efter fotografen Knut Brydolf. Utställningen "Egna barn och andras ungar" med verk av Brydolf visades under hösten 2012 i Eskilskällan och på Eskilstuna stadsmuseum.